# Peter Nižňanský
Peter Nižňanský (7. července 1956 Dunajská Streda, Slovensko) je akademický sochař, restaurátor a medailér.  Ve své převážně figurativní (komorní i monumentální) tvorbě pracuje se dřevem, kamenem, osinkocementem, cínem a bronzem. Peter Nižňanský žije a tvoří v Praze.

## Studia
Peter Nižňanský studoval v letech 1971-1975 kamenosochařství na Střední škole uměleckého průmyslu v Bratislavě (SUPŠ v Bratislavě). Po absolvování školy se třikrát neúspěšně pokoušel dostat na bratislavskou Vysokou školu uměleckoprůmyslovou. V Praze na Akademii výtvarných umění (AVU) jej přijali na první pokus. Tady studoval v letech 1978-1984 v ateliéru u profesora Jiřího Bradáčka. Krátký čas (1981) rovněž studoval na stáži v zahraničí - v Berlíně (Akademie schöne Kunste).
V Praze se Peter Nižňanský oženil a usadil se tu natrvalo.

## Charakter tvorby

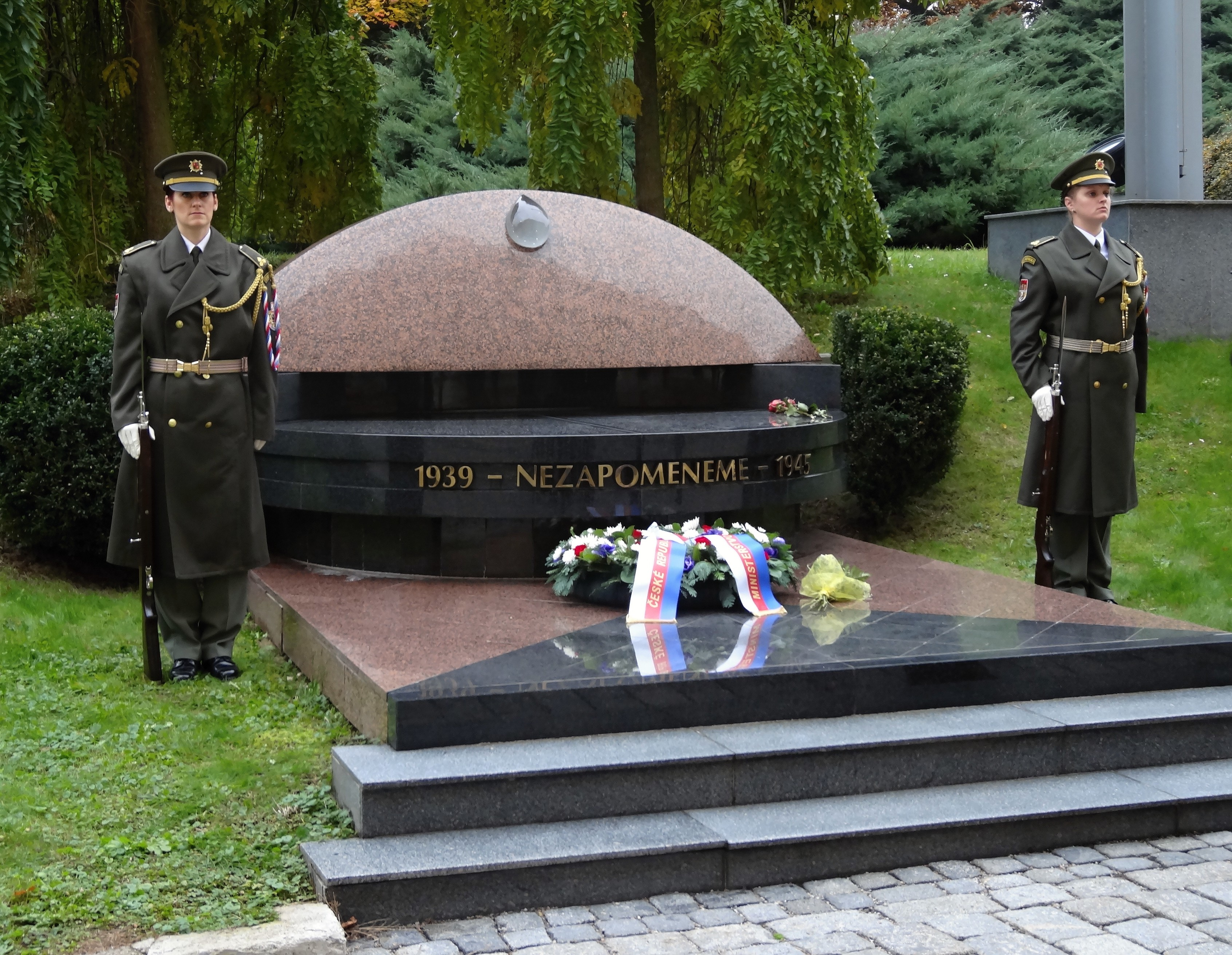
Pomník důstojníků GŠ (obětí z let 1939 - 1945) před sídlem Ministerstva obrany ČR (Praha 6, Tychonova 270/2) byl slavnostně odhalen 11. listopadu 2004 a jeho autorem je Peter Nižňanský

Peter Nižňanský se kromě sochařské tvorby věnuje i reliéfům, působí jako restaurátor a medailér. Primárními materiály, z nichž tvoří svá díla (především komorní plastiky) jsou bronz a cín. Zejména v pohybových kompozicích prokazuje na těchto dílech svoji dokonalost modelace. Pracuje ale také se dřevem, kamenem (absolvoval kamenosochařský obor na střední průmyslové škole) či osinkocementem (ten používá pro monumentální práce většího - nadživotního - formátu).
Nižňanského stálou uměleckou inspirací je žena, v její tělesné kráse, eleganci a noblese. To se projevuje v jeho dílech:
- Golfistka,
- Lyžař (2006 – 2007),
- vlnící se Vltava (2007),
- Vozataj mořský (2009),
- expresivně modelovaný Býk (2011),
- Rybičky (2013),
- Adam a Eva s jablkem a
- mnohé další.[9][10]

### Práce s kamenem
Příkladem práce s kamenem (mramorem) mohou být jeho díla menšího formátu, skulptury:
- Radost (1989, mramor, šířka 50 cm),
- Tonda (1991, mramor, šířka 50 cm)

u nichž jsou patrné čisté stylizované tvary v celistvých uzavřených formách, jejichž eleganci a vnitřní pnutí objemů podtrhuje dokonale opracovaný leštěný povrch.

### Práce s osinkomentem
Příkladem práce s osinkocementem mohou být Nižňanského díla:
- Dvojice (1989, osinkocement, výška 220 cm) či
- Pád (1989, osinkocement, výška 180 cm).[8]

### Komorní plastiky (cín a bronz)
Cínové nebo bronzové komorní plastiky Nižňanského dávají naplno znát autorovu řemeslnou zručnost a nenechávají nikoho na pochybách o jeho profesním sebevědomí. Zde se projevují autorovy nejjemnější finesy jeho rukopisu, různé možnosti povrchových struktur, vyjádření impresivních nálad a pocitů (a to i technologicky použitím částečné lokální polychromie).
Zdání, že tyto drobné plastiky tvoří u umělece jeho typu souhrn jakýchsi studií, skic a experimentů nutno rozptýlit. Drobná plastika v tvorbě Nižňanského převažuje a tvoří tak plnohodnotnou, průběžnou a nejpočetněji zastoupenou skupinu jeho děl. Toto tvrzené dokládají mnohá jeho díla, např.:
- Baletka (1983, cín, výška 36 cm),
- Faust a Markéta (1985, cín, výška 51 cm) a další.

### Práce se dřevem

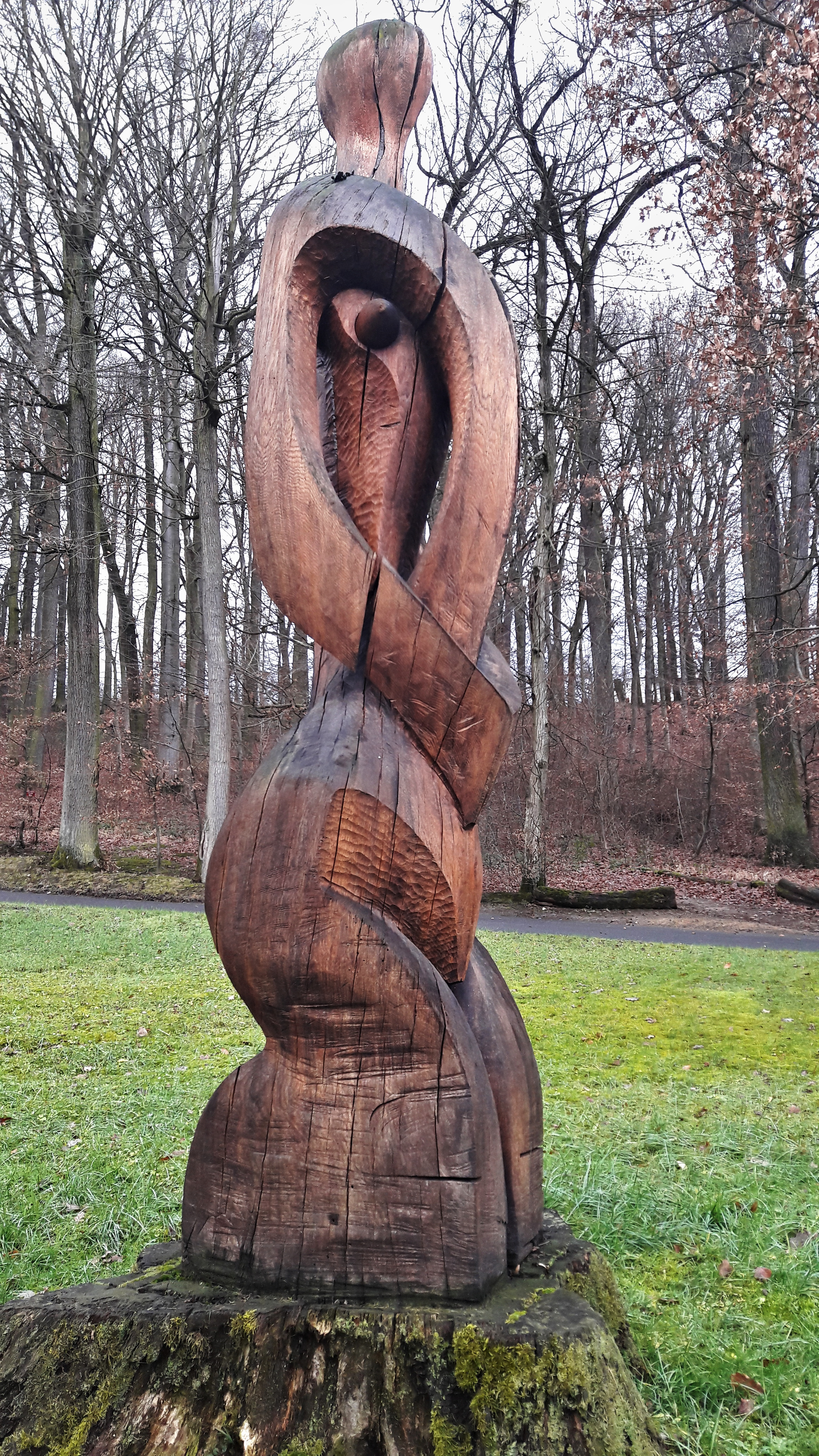
Dřevěná plastika Africká Venuše ze sochařského sympozia v roce 2002 ve Zlínské zoologické zahradě.

Nižňanského práce "ve dřevě" se soustřeďuje mimo jiné i do různého jeho povrchového zpracování. Práce s tímto "živým přírodním materiálem" nechává někdy vyznít rukopisným stopám jeho dláta jindy zase zaujme povrchem vyleštěným, dotvořeným třeba lazurnými barevnými polychromiemi (např. "Harlekýn a Kolombína", 1988 – dřevo, výška 125 cm).

### Devadesátá léta
V polovině devadesátých let dvacátého století se soustředil na figurální tvorbu v plastikách:
- Sedící I.[10],
- Sedící II.[10],
- Ležící I.[10],
- Něha,
- Adam a Eva,
- Strážce,
- Ochránce[10] a další.[8]

Ve druhé polovině devadesátých let dvacátého století se zúčastňoval pravidelně sochařských sympózií a hlavním materiálem pro jeho tvorbu se stalo dřevo. Jeho další práce "v bronzu", které si sám i odléval, jen dokazují jeho plné ztotožnění se s tímto materiálem.

## Charakteristika umělce
Peter Nižňanský je sochařem klasického ražení a zároveň intelektuálního typu se silným humanistickým cítěním a s psychologizujícím přístupem ke ztvárňovaným námětům. Jako výtvarník vědomě přiznává své zakotvení v domácí tradici s vědomím kontinuity s tradicí evropskou. Záměrně se vyhýbá nejnovějším sochařským výbojům a postupům jakož i snaze o aktuálnost "za každou cenu". Základním rysem jeho tvorby je filosoficko - symbolický obsah, vykazující občasné literární a žánrové přesahy. Jeho sochařská výpověď je naléhavá. Z formového hlediska vynikají především Nižňanského modelační schopnosti s tendencí jak k výraznému rukopisnému detailu tak i k monumentalizujícímu pojetí vytvářených děl. Ve své tvorbě Peter Nižňanský ctí klasické sochařské hodnoty, které vycházejí z figurativního sochařského konceptu a to včetně používání tradičních sochařských materiálů. Ve svébytném výtvarném projevu Nižňanský respektuje duchovní hodnoty kulturní minulosti a vnáší do něj spontánně a přímočaře i prvky harmonie, ušlechtilosti, citovosti a krásy.
Mnohostrannost Nižňanského tvorby dokládá i jeho restaurátorská činnost, medailérské a reliéfní práce a návrhy pomníků.

## Výstavy
Peter Nižňanský má za sebou celou řadu individuálních výstav v Čechách – v Praze, na Moravě a rodném Slovensku, dále pak v zahraničí: v Paříži, Dijonu, Remeši, Toulouse, Nîmes a jinde. Svými díly je zastoupen v mnoha veřejných ale i soukromých tuzemských a zahraničních sbírkách: sbírky Ministerstva kultury České a Slovenské republiky, soukromé sbírky v New Yorku, Antverpách, Amsterdamu, Oxfordu, Moskvě a Tchaj-wanu.

### Samostatné[11]
- 1985: Galerie Mladých (s J. Šormem), Praha.
- 1988: Žitnoostrovské museum (s M. Malinou), Dunajská Streda.
- 1989: Muzeum Rakovník (s Pavlem Vavrysem).
- 1991: Galerie Trenčín.
- 1991: Galerie Azyl (s M. Malinou a Z. Tománkem), Plzeň.
- 1991: Galerie U Řečických (s M. Rainišem), Praha.
- 1993: Galerie Citadela, Praha.
- 1994: Galerie IAC (s D. Brožovou), Hasselt.
- 1994: Galerie Slováckého muzea, Uherské Hradiště.
- 1995: Galerie U Řečických, Praha.
- 1996: Galerie Pyramida, Praha.
- 1997: Galerie Fryderyk, Mariánské Lázně.
- 1998: Galerie IPB (s Milanem Chaberou), Senovážné nám., Praha.
- 2006. Peter Nižňanský: Sochy, Zámecká galerie Chagall, Karviná (Karviná)[12]
- 2007: Galerie Karviná – Zámeček (s Oldřichem Kulhánkem).
- 2007: Galerie Komerční banky (s Libuší Lazianskou), Spálená, Praha.
- 2008: Galerie MK (s Mikolášem Axmanem), Praha.
- 2010: Peter Nižňanský: Sochy, Galerie Dorka, Domažlice (Domažlice)[12]
- 2022: Peter Nižňanský - Sochy (s Oldřichem Kulhánkem) - Galerie ART Chrudim

### Kolektivní[11]
- 1985: Galerie V. Kramáře, Praha; Košice; Nový Jičín; Jihlava.
- 1985: Vyznání životu a míru. Přehlídka československého výtvarného umění k 40. výročí osvobození Československa Sovětskou armádou, Praha (Hlavní město Praha), Praha[12]
- 1985: Vyznání životu a míru. Přehlídka československého výtvarného umění k 40. výročí osvobození Československa Sovětskou armádou, Dom kultúry, Bratislava (Bratislava)[12]
- 1986: Galerie Slováckého muzea, Uherské Hradiště.
- 1986: Galerie Výtvarného umění, Zvolen; Bratislava.
- 1986: Socha piešťanských parkov, Piešťany.
- 1986: Nová tvorba ’85. Z výsledků tvůrčích pobytů mladých výtvarných umělců, Galerie Vincence Kramáře, Praha[12]
- 1987: Obrazy a sochy. Výstava pražských členů Svazu českých výtvarných umělců, Mánes, Praha[12]
- 1988: Východočeská galerie, Pardubice.
- 1988: Radnice VI. obvodu, La peinture et la sculpture aujour-d’hui en Tchécoslovaquie, Paříž.
- 1988: Mánes, Praha.
- 1988: La peinture et la sculpture aujourd'hui en Tchecoslovaque, Paříž (Paris), Paříž (Paris)[12]
- 1988 Salón pražských výtvarných umělců '88, Park kultury a oddechu Julia Fučíka, Praha[12]
- 1995: Galerie Citadela.
- 1995: Absolventi AVU po 10 létech.
- 1996: České umění, Hamburk.
- 1996: Symposium Tonet ’95, Museum Uherské Hradiště.
- 1996: Žena v tvorbě českých grafiků a sochařů, Galerie Frederyk, Mariánské Lázně (Cheb)[12]
- 1997: 188 žen ve výtvarném umění, Galerie Fryderyk, Mariánské Lázně.
- 1998, 2001: Městská Galerie Artclub; Vltavotýnské výtvarné dvorky, Týn nad Vltavou.
- 1998: Vltavotýnské výtvarné dvorky 1998, Městská galerie Art Club, Týn nad Vltavou (České Budějovice)[12]
- 1999, 2000: Galerie Salva Guarda; IV. Mezioborové máchovské setkání, Litoměřice; Míšeň.
- 1999: Výstava předních českých umělců, Obecní dům, Hollarova síň, Praha[12]
- 2000: I. Salon českých, moravských, slezských malířů a sochařů, Zahrada Čech, Litoměřice (Litoměřice)[12]
- 2000: Salva Guarda Tschechische Maler und Bildahauer, Franziskanerklosterkirche, Míšeň (Meissen)[12]
- 2000: 5. aukční salon výtvarníků, 331 dárců pro konto Bariéry, Karolinum, Praha[12]
- 2001: Dni české kultury, Ausburg.
- 2001: Vltavotýnské výtvarné dvorky 2001, Městská galerie Art Club, Týn nad Vltavou (České Budějovice)[12]
- 2005: Žena a hudba, Hudba ve výtvarném umění. Socha, malba, grafika, sklo, Galerie Pyramida, Praha[12]
- 2008: Předaukční výstava českého, slovenského a evropského výtvarného umění, Galerie Art Praha, Praha[12]
- 2011: Sdružení pražských malířů, hosté ze Sdružení sochařů Čech, Moravy a Slezska, Chvalský zámek, Praha[12]
- 2012:	Sdružení pražských malířů a hosté, Zámecká galerie města Kladna, Kladno (Kladno)[12]
- 2012: Vltavotýnské výtvarné dvorky 2012, Městská galerie U Zlatého slunce, Týn nad Vltavou (České Budějovice)[12]
- 2013: Sdružení pražských malířů a hosté na téma figura - portrét, Rabasova galerie, Výstavní síň pod Vysokou bránou, Rakovník (Rakovník)[12]
- 2013: Vltavotýnské výtvarné dvorky 2013, Městská galerie U Zlatého slunce, Týn nad Vltavou (České Budějovice)[12]
- 2013: BARVA a tvar, Městská galerie Karlovy Vary, Karlovy Vary (Karlovy Vary)[12]
- 2014: Oldřich Kulhánek, Petr Nižňanský, OLGA ART Gallery, Bratislava (Bratislava)[12]
- 2014: Vltavotýnské výtvarné dvorky 2014, XX.jubilejní ročník, Městská galerie U Zlatého slunce, Týn nad Vltavou (České Budějovice)[12]
- 2015:	Vltavotýnské výtvarné dvorky XXI ročník, Městská galerie U Zlatého slunce, Týn nad Vltavou (České Budějovice)[12]

## Symposia[11]
- 1995: Sochařské symposium Tonet, Uherské Hradiště.
- 1996: Mezinárodní symposium, Feital, Portugalsko.
- 1998, 1999, 2000: Sochařské symposium, Banská Štiavnica.
- 2002: Sochařské symposium, ZOO Lešná.
- 2008, 2009: Sochařské symposium, "Vodní svět".